# Canton de Châteauneuf-de-Randon
Le canton de Châteauneuf-de-Randon était une division administrative française, située dans le département de la Lozère et la région Languedoc-Roussillon.

## Composition
| Nom                               | Code Insee | Intercommunalité      | Superficie (km2) | Population (dernière pop. légale) | Densité (hab./km2) |
| --------------------------------- | ---------- | --------------------- | ---------------- | --------------------------------- | ------------------ |
| Châteauneuf-de-Randon (chef-lieu) | 48043      | CC Randon - Margeride | 24,49            | 566 (2014)                        | 23                 |
| Arzenc-de-Randon                  | 48008      | CC Randon - Margeride | 69,20            | 209 (2014)                        | 3                  |
| Chaudeyrac                        | 48045      | CC Randon - Margeride | 44,10            | 303 (2014)                        | 6,9                |
| Laubert                           | 48082      | CC Mont-Lozère        | 14,28            | 106 (2014)                        | 7,4                |
| Montbel                           | 48100      | CC Mont-Lozère        | 22,87            | 125 (2014)                        | 5,5                |
| Pierrefiche                       | 48112      | CC Randon - Margeride | 16,82            | 166 (2014)                        | 9,9                |
| Saint-Jean-la-Fouillouse          | 48160      | CC Randon - Margeride | 29,27            | 159 (2014)                        | 5,4                |
| Saint-Sauveur-de-Ginestoux        | 48182      | CC Randon - Margeride | 22,14            | 55 (2014)                         | 2,5                |

## Démographie
| 1962  | 1968  | 1975  | 1982  | 1990  | 1999  | 2006  | 2011  | 2012  |
| ----- | ----- | ----- | ----- | ----- | ----- | ----- | ----- | ----- |
| 2 436 | 2 144 | 2 023 | 1 862 | 1 622 | 1 632 | 1 646 | 1 683 | 1 694 |

## Représentation
Sources : Annuaires du département de la Lozère. https://gallica.bnf.fr/ark:/12148/cb326955871/date

### Conseillers généraux de 1833 à 2015
| Période | Période      | Identité                                 | Étiquette                      | Qualité |
| ------- | ------------ | ---------------------------------------- | ------------------------------ | --- |
| 1833    | 1845         | Joseph Gabriel Roche                     |                                | Notaire, maire de Châteauneuf-de-Randon                                                                                              |
| 1845    | 1862         | Jean-Baptiste Bonnet                     |                                | Notaire et propriétaire - Maire de Châteauneuf-de-Randon                                                                             |
| 1862    | 1871         | Charles Florent de Fayet de Chabanes     |                                | Général de brigade, propriétaire à Langogne                                                                                          |
| 1871    | 1892         | Calixte Bonnet                           | Royaliste                      | Notaire - Maire de Châteauneuf-de-Randon, conseiller d'arrondissement                                                                |
| 1892    | 1910         | Odilon Roux                              | Républicain                    | Juge de paix au Bleymard Maire de Chaudeyrac (1888-1919), conseiller d'arrondissement                                                |
| 1910    | 1915         | Jean-Pierre Sérodes                      | Libéral                        | Propriétaire - Maire d'Arzenc-de-Randon (1904-1911 et 1912-1914)                                                                     |
| 1919    | 1922         | Adrien Bonnet                            | URD                            | Expert-géomètre Maire de Pierrefiche (1892-1937), conseiller d'arrondissement                                                        |
| 1922    | 1928         | Raoul de Lahondès de Laborie (1866-1955) | URD                            | Propriétaire à L'Habitarelle, Châteauneuf-de-Randon                                                                                  |
| 1928    | 1934         | Célestin Galière                         | URD                            | Expert à Châteauneuf-de-Randon |
| 1934    | 1937 (décès) | Adrien Bonnet                            | URD-RG                         | Maire de Pierrefiche |
| 1937    | 1940         | Antoine Chevalier                        | URD-PSF                        | Propriétaire à Laubert |
|         |              |                                          |                                | |
| 1942    | 1945         | Joseph Bresson                           | PSF                            | Cultivateur à Chaudeyrac Conseiller d'arrondissement Nommé conseiller départemental en 1942                                          |
|         |              |                                          |                                | |
| 1945    | 1955         | Henri Trémolet de Villers                | MRP puis RGRIF puis RPF        | Avocat à Mende |
| 1955    | 1992         | Adrien Durand                            | DVD puis UDR puis CDP puis UDF | Médecin Député (1981-1993) Maire de Saint-Jean-la-Fouillouse puis de Châteauneuf-de-Randon, Président du conseil général (1979-1981) |
| 1992    | 2011         | Hubert Libourel                          | UDF puis DVD                   | Retraité Maire de Chaudeyrac Vice-président du Conseil général                                                                       |
| 2011    | 2015         | Michel Pironon                           | DVG                            | Retraité Maire de Pierrefiche (depuis 2007)                                                                                          |

### Conseillers d'arrondissement (de 1833 à 1940)
| Période                                  | Période      | Identité                        | Étiquette   | Qualité |
| ---------------------------------------- | ------------ | ------------------------------- | ----------- | --- |
| 1833                                     | 1842         | Jean-Baptiste Bruno Baffié      |             | Propriétaire, juge de paix à Châteauneuf-de-Randon                                                          |
| 1842                                     | 18..         | Victor Bonnet (1792-1866)       |             | Marchand à Châteauneuf-de-Randon, greffier de la justice de paix                                            |
|                                          |              |                                 |             | |
| av.1864                                  | 1871         | Calixte Bonnet (1829-1896)      |             | Notaire, maire de Châteauneuf-de-Randon                                                                     |
| 1871                                     | 1889         | Jean-Pierre Sérodes (1839-1915) |             | Instituteur communal, maire d'Arzenc-de-Randon                                                              |
| 1889                                     | 1892         | Odilon Roux                     | Républicain | Juge de paix au Bleymard, maire de Chaudeyrac                                                               |
| 1892                                     | 1899 (décès) | Théodore Cayroche               |             | Propriétaire à Arzenc-de-Randon                                                                             |
| 1899                                     | 1907         | M. Martin                       |             | Notaire à Châteauneuf-de-Randon                                                                             |
| 1908                                     | 1913         | Pierre Privat                   |             | Propriétaire à Châteauneuf-de-Randon                                                                        |
| 1913                                     | 1919         | Adrien Bonnet                   | URD         | Propriétaire à Pierrefiche                                                                                  |
| 1919                                     | 1940         | Joseph Bresson                  | DVD-PSF     | Cultivateur à Chaudeyrac                                                                                    |
| 1940                                     |              |                                 |             | Les conseils d'arrondissement ont été suspendus par la loi du 12 octobre 1940 et n'ont jamais été réactivés |
| Les données manquantes sont à compléter. |              |                                 |             | |